# Bent Jædig
Bent Jædig (28. září 1935 – 9. června 2004) byl dánský jazzový saxofonista a flétnista. Nejprve hrál na klarinet. Ve druhé polovině padesátých let odešel do Německa a vedl kapelu spolu s pozounistou Rudim Fuesersem. Během své kariéry spolupracoval s mnoha dalšími hudebníky, mezi něž patří například Stan Getz, Peter Herbolzheimer, Niels-Henning Ørsted Pedersen a Art Farmer. Rovněž hrál na „dánském“ albu amerického trumpetisty Milese Davise nazvaném Aura. Americký saxofonista Charles Davis nahrál po jeho smrti album Charles Davis Plays the Music of Bent Jædig (2006).